# تربة سيدي بوخريصان

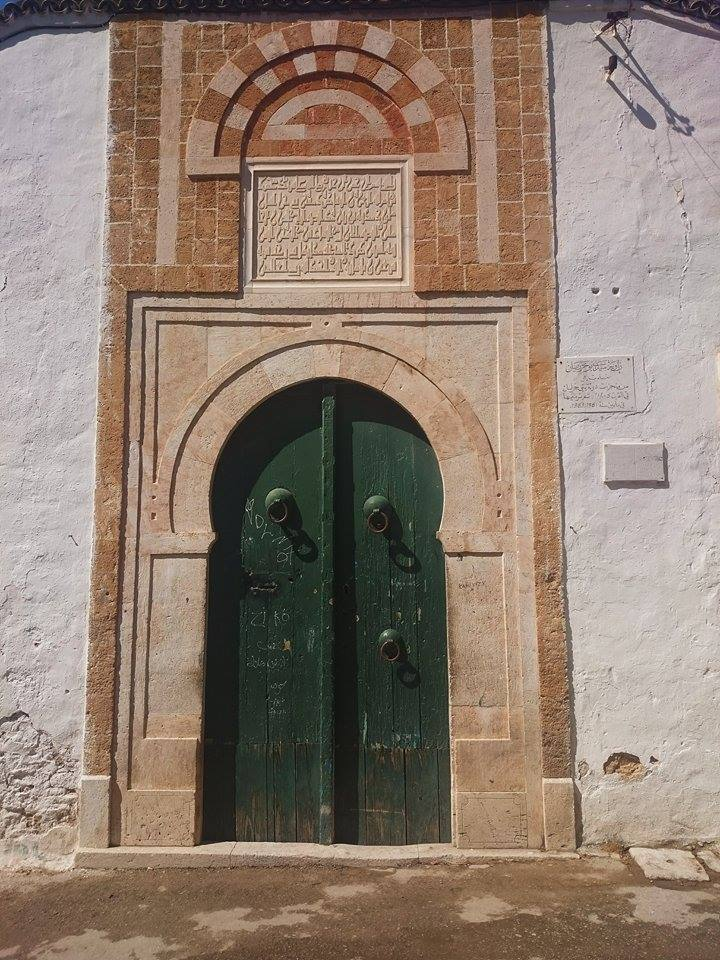
باب الزاوية.

تربة سيدي بوخريصان أو زاوية سيدي بوخريصان هي ضريح وزاوية تونسية تقع بنهج بن محمود في حي باب المنارة في مدينة تونس العتيقة.

تم تصنيف هذه التربة كمعلم أثري مصنف بقرار مؤرخ في 31 أغسطس 1999.

## التاريخ
يرجع تاريخ تشييد هذا الضريح الجنائزي إلى القرن 5 هـ/القرن 11 م، ويضم قبور بنو خراسان الذي حكموا تونس بين القرنين الحادي عشر والثاني عشر.

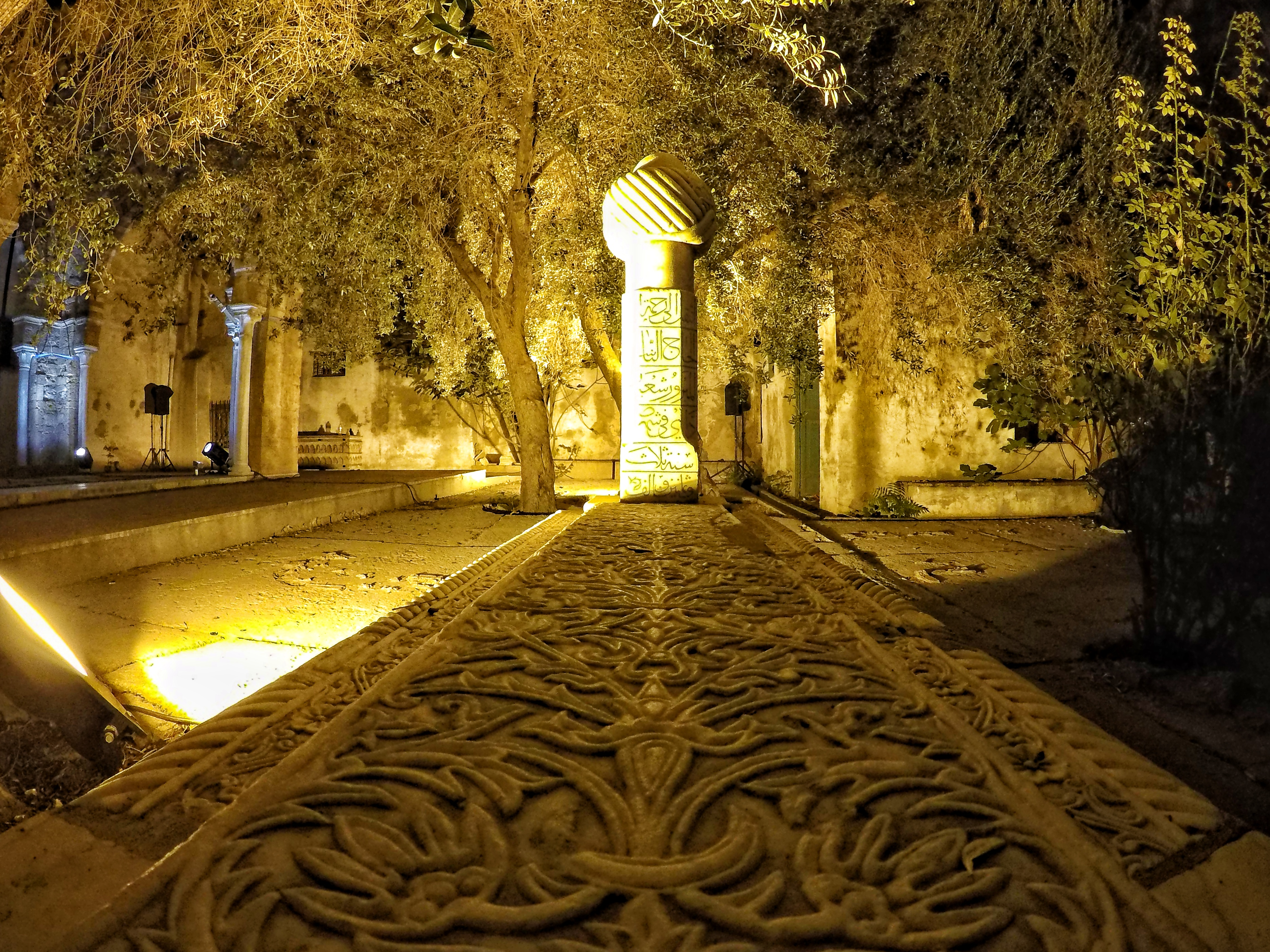
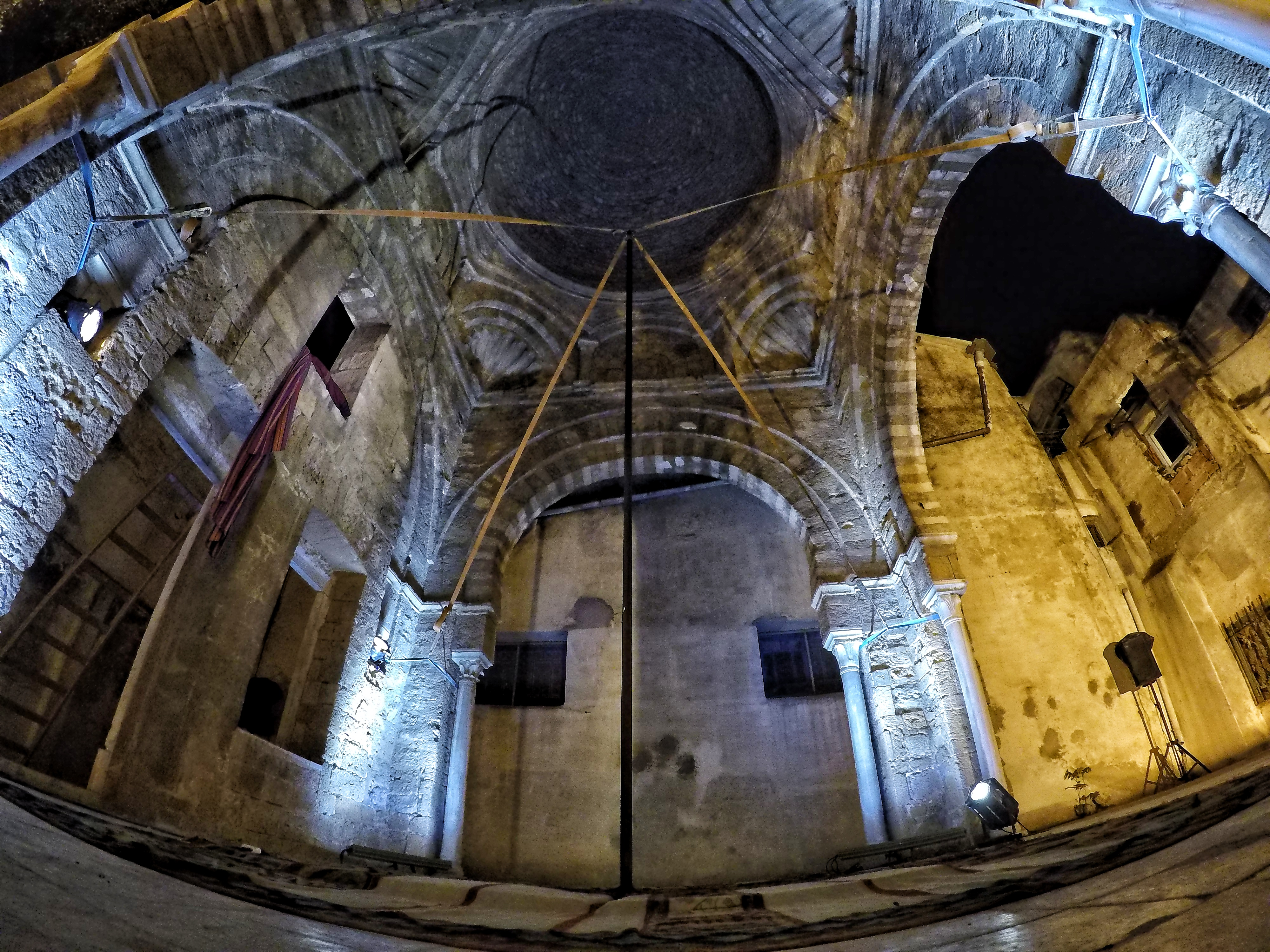

تم ترميم المعلم بين 1981 و1983.